# Chief-Joseph-Talsperre
Die Chief-Joseph-Talsperre (englisch „Chief Joseph Dam“) ist eine 72 m hohe und 1817 m lange Talsperre mit einem Wasserkraftwerk am Columbia River in den USA. Sie steht 2,4 km oberhalb von Bridgeport in Washington.
Die Talsperre sollte ursprünglich „Foster Creek Dam“ heißen und wurde als Teil des „River and Harbor Act“ von 1946 geplant. Sie dient der Wasserkraftgewinnung und Bewässerung. 1948 wurde das Projekt in Chief-Joseph-Talsperre umbenannt. Chief Joseph war ein Häuptling der Nez-Percé-Indianer, der seine letzten Jahre im Exil im Colville-Indianerreservat verbrachte.
Die Bauarbeiten begannen 1949. Die Hauptarbeiten und die Einlauföffnungen wurden 1955 vollendet. Die erste Turbinen-Generator-Einheit war 1958 fertig. Elf weitere Turbinen wurden zwischen 1973 und 1979 eingebaut, und die Staumauer sowie der Wasserspiegel wurden um drei Meter angehoben. Die Chief-Joseph-Talsperre ist, gemessen an der Kraftwerksleistung, das zweitgrößte Wasserkraftwerk der USA nach der Grand-Coulee-Talsperre; siehe Liste der größten Wasserkraftwerke der Erde.
Die Staumauer (eine Gewichtsstaumauer) steht 877 km oberhalb der Mündung des Columbia bei Astoria in Oregon. Sie wird vom United States Army Corps of Engineers (ACE) Chief Joseph Dam Project Office betrieben. Das Wasserkraftwerk hat eine Leistungsfähigkeit von 2620,134 MW. Andere Quellen verweisen auf 2457 oder 2069 MW. Der erzeugte Strom wird von der „Bonneville Power Administration“ vermarktet.
Der Stausee heißt Rufus Woods Lake und ist 82 km lang. Am See in der Nähe der Staumauer liegt der Bridgeport State Park.